# Ce sentiment de l'été
Ce sentiment de l'été es una película dramática franco-alemana de 2015, dirigida por Mikhaël Hers y protagonizada por Anders Danielsen Lie y Judith Chemla.

## Reparto
- Anders Danielsen Lie como Lawrence
- Judith Chemla como Zoe
- Marie Rivière como Adélaïde
- Féodor Atkine como Vladimir
- Dounia Sichov como Ida
- Stéphanie Déhel como Sasha
- Lana Cooper como junio
- Thibault Vinçon como David
- Laure Calamy como Anouk
- Timothé Vom Dorp como Nils
- Jean-Pierre Kalfon como Faris
- Marin Ireland como Nina
- Josh Safdie como Thomas
- Mac DeMarco como Marc
- Trey Gerrald como Harvey